# ОШ „Бранко Ћопић” Раковица
ОШ „Бранко Ћопић једна је од основних школа у Раковици, у насељу Видиковац. Основана је 1985. године, а налази се у улици Видиковачки венац 73.

## Историјат
Школа је основана 2. септембра 1985. године, а званично отворена 14. октобра исте године у оквиру свечаности поводом Дана ослобођења Раковице. Школу је отворио Ратко Бутулија, тадашњи потпредседник Скупштине града Београда. Радови на уређењу школског двришта окончани су крајем септембра 1985. године. Тадашњи председник СО Раковица, Радомор Цмиљановић донео је одлуку да се на Видиковцу сагради школа, а одлука је донета почетком 1983. године. Школу је пројектовала архитекта Снежана Бонић, извођач радова било је грађевинско предузеће „Трудбеник” из Београда, а инвеститор општина Раковица. Зграда без намештаја коштала је 30.000.000,00 ондашњих динара.
Камен темељац за изградњу објекта положен је 7. априла 1984. године, а изградња је трајала годину и по дана. Зграда је изграђена у фасадној цигли са белим куполама у кровној конструкцији и разликовала се по архитектури од школа у Београду. Саграђена је већим делом у три нивоа, садржала је 32 учионице, широке холове, фискултурну салу, трпезарију, 19 мањих кабинета за потребе наставника, библиотеку, зборницу и просторије за административне потребе. У регистар школа је званично уписана 12. марта 1986. године у тадашњој улици Партизанска 73. Школа је површине 6.388 m2, док је школско двориште површине 22.579 m2.

## Школа данас
Године 2007. у оквиру школског дворишта направљени су спортски терени, а 2010. године захваљујући Секретаријату за стамбено—комуналне послове — Управи за енергетику, терени су осветљени. Школа је располагала мини-пич тереном за мали фудбал, донацијом УЕФА-е, који је био у лошем стању, али је крајем 2011. и почетком 2012. реконструисан у мултифункционални терен. Током пролећа 2011. године Градско зеленило Београд уклонило је 8 сувих садница и орезало преко 250 стабала дрвећа. На платоу испред улаза у школу је током лета 2011. појачано осветљење.
Школа данас располаже са 5.504,83 m2 простора односно: 29 учионица, 19 наставничких кабинета, 4 канцеларије, зборницом, библиотеком, 2 радионице за техничко образовање, медијатеком, 19 санитарних чворова, 2 купатила, фискултурном салом, 2 посебне просторије (архива и разглас), амбулантом, 2 магацина, 2 свлачионице, подстаницом и склоништем. Наставу похађа више од 1400 учесника.